# The Biography Channel (Canadá)
The Biography Channel fue un canal de televisión propiedad de Rogers Media, fue una versión Canadiense del canal de Estados Unidos, principalmente emitía programas factuales y sobre biografías.

## Historia
Licenciado como The Biography Channel por la Comisión de radiodifusión y telecomunicaciones de Canadá (CRTC) el 24 de noviembre de 2000; el canal fue lanzado el 7 de septiembre de 2001 como una empresa conjunta entre Rogers Media (33.34%), Shaw Communications (33,33%) y A&E Networks (33.33%) que es propietario de la contraparte estadounidense. En 2006, tanto Shaw y A&E vendieron sus acciones del canal a Rogers Media. La versión estadounidense de biography channel fue relanzada como FYI el 7 de julio de 2014; Mientras que en Canadá el canal Twist TV fue relanzado como la versión canadiense de ese canal el 1 de septiembre de 2014.
El 5 de noviembre de 2015, Rogers anunció que iba a servir como el socio canadiense para Viceland, un nuevo canal programado por Vice Media y que Viceland reemplazaría a The Biography Channel. Vice Media se había asociado con A&E Networks (que posee el 10% de la compañía) para iniciar Viceland en los Estados Unidos como un reemplazo de H2.
Viceland reemplazo a The Biography Channel a las 5:00 a. m. ET el 29 de febrero de 2016, una hora antes que en los Estados Unidos, con un especial de una hora titulado Bar Talk, antes de la difusión simultánea con los Estados Unidos la cuenta regresiva a partir de las 6:00 a. m..